# Софросюне

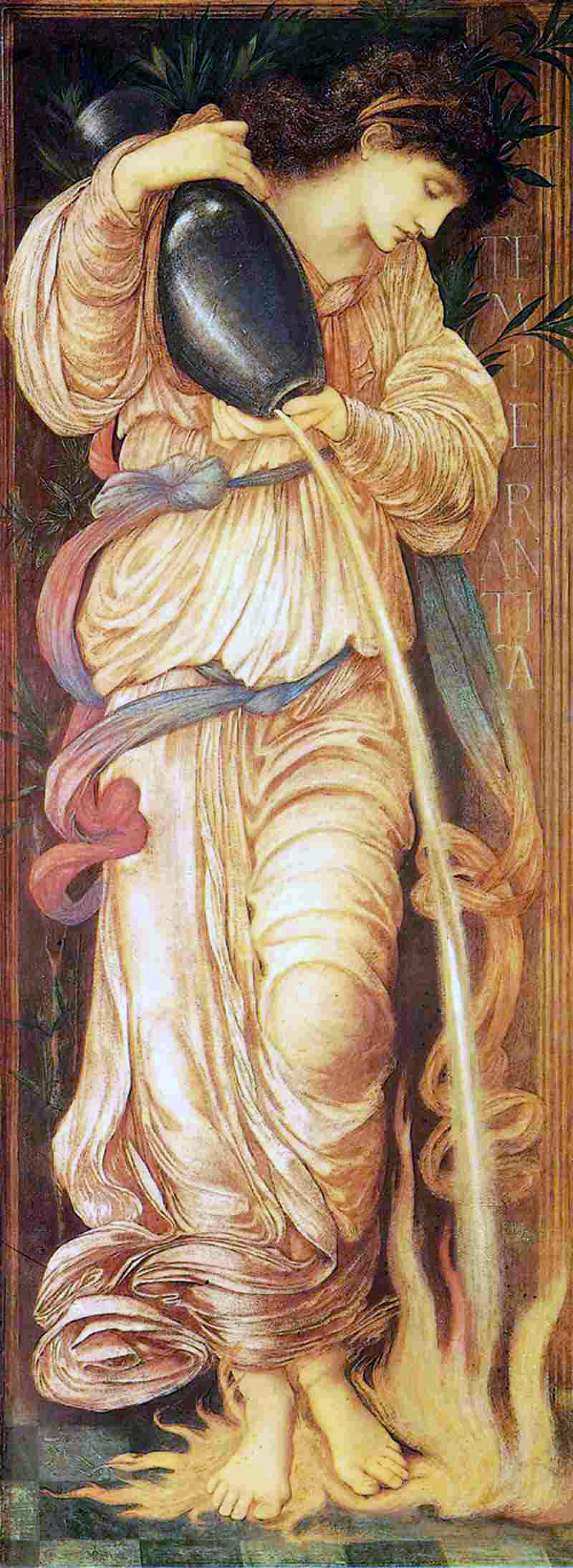
Эдвард Бёрнс-Джонс. Умеренность (1872)

Софросю́не (греч. σωφροσύνη — «благоразумие, рассудительность, здравый смысл») — в работах античных философов, термин, часто употребляющийся в смысле «сдерживающей меры» (в эстетическом понимании). С точки зрения А. Ф. Лосева, наилучшим образом передают смысл «софросюне» на русском языке «умственное целомудрие» и «цело-мудрие» (как единство целостной мудрости и нравственной чистоты). Тем не менее, сам Лосев чаще всего оставляет этот термин без перевода, поскольку даже эти варианты существенным образом искажают его смысл (так, например, в платоновском диалоге «Хармид», посвященном софросюне, рассматриваются такие его значения, как «наука о науках», «наука наук» и «наука о невежестве», что плохо согласуется с возможными современными контекстами употребления понятия «цело-мудрие»).
Этот термин также использовался Платоном как один из эпитетов наилучшего государственного строя, наряду с мудростью, мужеством и справедливостью.
В соответствии с учением Аристотеля, софросюне — несомненная добродетель, хотя Аристотель и относил рассудительность к добродетелям дианоэтическим («мыслительным», греч. διανοητικόν — «мыслительная способность, мышление»), а благоразумие — к нравственным.
В честь термина назван астероид (134) Софросина, открытый в 1873 году.